# Maragusan
Maragusan (Bayan ng Maragusan) är en kommun i Filippinerna. Kommunen tillhör Composteladalen och ligger på ön Mindanao. Folkmängden uppgår till 45 937 invånare.

## Barangayer
Maragusan är indelat i 24 barangayer.
| - Bagong Silang - Mapawa - Maragusan (Pob.) - New Albay - Tupaz - Bahi - Cambagang - Coronobe - Katipunan - Lahi - Langgawisan - Mabugnao | - Magcagong - Mahayahay - Mauswagon - New Katipunan - New Man-ay - New Panay - Paloc - Pamintaran - Parasanon - Talian - Tandik - Tigbao |